# Kristoffer Ødemarksbakken
Kristoffer Ødemarksbakken (Maura, 5 dicembre 1995) è un calciatore norvegese, centrocampista dello Skeid.

## Carriera

### Club
Ødemarksbakken è cresciuto nelle giovanili del Bjerke. Successivamente, è passato al Nannestad, compagine per cui ha debuttato in 4. divisjon. Nel 2012 è passato all'Ullensaker/Kisa, che lo ha inizialmente aggregato alle proprie giovanili.
Ha esordito in prima squadra in data 9 giugno 2013, sostituendo Ahmed Suleiman nel pareggio per 1-1 maturato sul campo del Sandefjord. L'anno seguente, l'Ullensaker/Kisa è retrocesso in 2. divisjon. Il 25 maggio 2015 ha quindi realizzato il primo gol in campionato, contribuendo al successo per 1-2 in casa del Sola. Al termine della stagione, la squadra ha centrato la promozione, tornando in 1. divisjon dopo un anno.
Il 7 settembre 2017 è stato annunciato il passaggio di Ødemarksbakken al Lillestrøm, a partire dal 1º gennaio 2018: il giocatore ha firmato un contratto quadriennale. Ha debuttato dunque in Eliteserien in data 11 marzo 2018, sostituendo Gary Martin nella sconfitta per 3-1 patita sul campo del Bodø/Glimt. Il 17 marzo 2018 ha trovato il primo gol nella massima divisione locale, nel 2-2 casalingo contro il Sarpsborg 08.
Al termine del campionato 2019, il Lillestrøm è retrocesso in 1. divisjon. Ødemarksbakken è inizialmente rimasto in squadra, per essere ceduto in prestito all'Ullensaker/Kisa in data 2 settembre 2020.
Il 28 gennaio 2021 è stato tesserato ufficialmente dall'Aalesund, firmando un contratto triennale. Ha debuttato il 15 maggio, in 1. divisjon, trovando anche una rete nella vittoria per 2-1 sul Bryne. Al termine di quella stessa annata, l'Aalesund si è guadagnato la promozione in Eliteserien.
L'8 dicembre 2023, l'Aalesund ha annunciato che Ødemarksbakken avrebbe lasciato il club al termine del contratto, in scadenza alla fine del mese. Si è successivamente trasferito ai faroesi del KÍ Klaksvík.
Il 30 gennaio 2025 ha fatto ufficialmente ritorno in Norvegia, firmando un contratto annuale con lo Skeid.

## Statistiche

### Presenze e reti nei club
Statistiche aggiornate al 30 gennaio 2025.
| Stagione               | Club                   | Campionato             | Campionato | Campionato | Coppe nazionali | Coppe nazionali | Coppe nazionali | Coppe continentali | Coppe continentali | Coppe continentali | Supercoppe | Supercoppe | Supercoppe | Totale | Totale |
| Stagione               | Club                   | Comp                   | Pres       | Reti       | Comp            | Pres            | Reti            | Comp               | Pres               | Reti               | Comp       | Pres       | Reti       | Pres   | Reti   |
| ---------------------- | ---------------------- | ---------------------- | ---------- | ---------- | --------------- | --------------- | --------------- | ------------------ | ------------------ | ------------------ | ---------- | ---------- | ---------- | ------ | ------ |
| 2011                   | Nannestad              | 4D                     | ?          | ?          | CN              | ?               | ?               | -                  | -                  | -                  | -          | -          | -          | ?      | ?      |
| 2013                   | Ullensaker/Kisa        | 1D                     | 5          | 0          | CN              | 1               | 0               | -                  | -                  | -                  | -          | -          | -          | 6      | 0      |
| 2014                   | Ullensaker/Kisa        | 1D                     | 13         | 0          | CN              | 1               | 1               | -                  | -                  | -                  | -          | -          | -          | 13     | 1      |
| 2015                   | Ullensaker/Kisa        | 2D                     | 25         | 3          | CN              | 2               | 1               | -                  | -                  | -                  | -          | -          | -          | 27     | 4      |
| 2016                   | Ullensaker/Kisa        | 1D                     | 28         | 2          | CN              | 2               | 2               | -                  | -                  | -                  | -          | -          | -          | 30     | 4      |
| 2017                   | Ullensaker/Kisa        | 1D                     | 29+1       | 12+0       | CN              | 2               | 0               | -                  | -                  | -                  | -          | -          | -          | 32     | 12     |
| 2018                   | Lillestrøm             | ES                     | 16         | 2          | CN              | 5               | 0               | UEL                | 1                  | 0                  | SN         | 1          | 0          | 23     | 2      |
| 2019                   | Lillestrøm             | ES                     | 29+1       | 3+0        | CN              | 2               | 0               | -                  | -                  | -                  | -          | -          | -          | 32     | 3      |
| gen.-set. 2020         | Lillestrøm             | 1D                     | 9          | 0          | -               | -               | -               | -                  | -                  | -                  | -          | -          | -          | 9      | 0      |
| Totale Lillestrøm      | Totale Lillestrøm      | Totale Lillestrøm      | 54+1       | 5+0        |                 | 7               | 0               |                    | -                  | -                  |            | -          | -          | 62     | 5      |
| set.-dic. 2020         | Ullensaker/Kisa        | 1D                     | 17         | 5          | -               | -               | -               | -                  | -                  | -                  | -          | -          | -          | 17     | 5      |
| Totale Ullensaker/Kisa | Totale Ullensaker/Kisa | Totale Ullensaker/Kisa | 117+1      | 22+0       |                 | 8               | 4               |                    | -                  | -                  |            | -          | -          | 126    | 26     |
| 2021                   | Aalesund               | 1D                     | 28         | 6          | CN              | 2               | 1               | -                  | -                  | -                  | -          | -          | -          | 30     | 7      |
| 2022                   | Aalesund               | ES                     | 28         | 2          | CN              | 1               | 0               | -                  | -                  | -                  | -          | -          | -          | 29     | 2      |
| 2023                   | Aalesund               | ES                     | 21         | 0          | CN              | 2               | 1               | -                  | -                  | -                  | -          | -          | -          | 23     | 1      |
| Totale Aalesund        | Totale Aalesund        | Totale Aalesund        | 77         | 8          |                 | 5               | 2               |                    | -                  | -                  |            | -          | -          | 82     | 10     |
| 2024                   | KÍ Klaksvík            | FD                     | 10         | 4          | CF              | 0               | 0               | UCL+UEL+UECL       | 3+2+2              | 0+1+0              | -          | -          | -          | 17     | 5      |
| 2025                   | Skeid                  | 1D                     | 0          | 0          | CN              | 0               | 0               | -                  | -                  | -                  | -          | -          | -          | 0      | 0      |
| Totale                 | Totale                 | Totale                 | 258+2+     | 39+0+      |                 | 20              | 6               |                    | 8                  | 1                  |            | 1          | 0          | 287+   | 46+    |